# Discoconchoecia
Genre
Discoconchoecia est un genre de crustacés de la classe des ostracodes, de la sous-classe des Myodocopa, de l'ordre des Halocyprida, du sous-ordre des Halocypridina, de la famille des Halocyprididae et de la sous-famille des Conchoeciinae.

## Liste des espèces
- Discoconchoecia discophora (G. W. Müller, 1906)
- Discoconchoecia elegans (G. O. Sars, 1866)
- Discoconchoecia pseudodiscophora (Rudjakov, 1962)
- Discoconchoecia tamensis (Poulsen, 1973)